# چپ‌دست (فیلم ۱۹۶۴)
چپ‌دست (روسی: Левша́) یک فیلم بلند کارتونی روسی به شیوهٔ کات‌اوت، به کارگردانی ایوان ایوانف-وانو است که در سال ۱۹۶۴ توسط سایوزمولتفیلم تولید و منتشر شد.
یوری نورشتاین یکی از اَنیماتورهای اصلی این کارتون بود.